# Ambasciatore d'Italia in Spagna

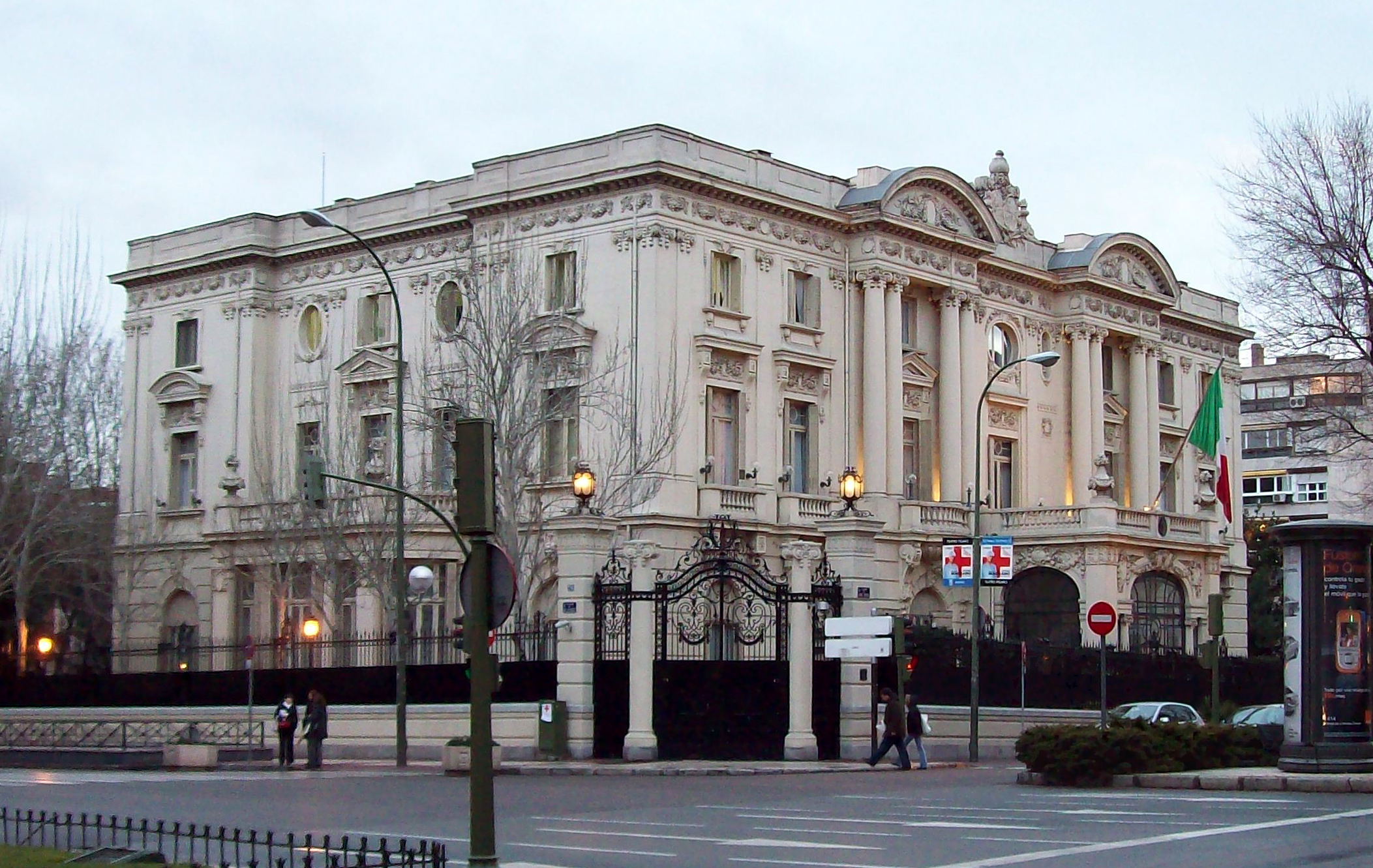
La facciata del Palazzo de Amboage, sede dell'ambasciata d'Italia in Spagna, a Madrid.

L'ambasciatore d'Italia in Spagna (in spagnolo: embajador de Italia en España) è il capo della missione diplomatica della Repubblica Italiana nel Regno di Spagna.
Dal 1º giugno 2023 l'ambasciatore d'Italia in Spagna è Giuseppe Maria Buccino Grimaldi, con incarichi anche per Andorra.

## Lista degli ambasciatori
| Nomina                      | Titolo        | Capo missione                                      | Sede   | Nominato dal governo  | Accreditato da                | Note |
| --------------------------- | ------------- | -------------------------------------------------- | ------ | --------------------- | ----------------------------- | ---- |
| Regno di Spagna             |               |                                                    |        |                       |                               |      |
| 5 maggio 1856               | Min. plenip.  | Romualdo Tecco                                     | Madrid | Governo Cavour II     | Isabella II di Spagna         |      |
| 15 novembre 1861            | Inc. d'affari | Carlo Alberto Cavalchini-Garofoli                  | Madrid | Governo Ricasoli I    | Isabella II di Spagna         |      |
| 26 luglio 1865              | Min. plenip.  | Andrea Tagliacarne                                 | Madrid | Governo La Marmora I  | Isabella II di Spagna         |      |
| 22 dicembre 1865            | Min. plenip.  | Filippo di Bella Caracciolo                        | Madrid | Governo La Marmora I  | Isabella II di Spagna         |      |
| 10 agosto 1867              | Min. plenip.  | Luigi Corti                                        | Madrid | Governo Rattazzi II   | Isabella II di Spagna         |      |
| 5 luglio 1869               | Min. plenip.  | Marcello Cerruti                                   | Madrid | Governo Menabrea III  | Isabella II di Spagna         |      |
| 27 ottobre 1870             | Min. plenip.  | Alberto Blanc                                      | Madrid | Governo Lanza         | Isabella II di Spagna         |      |
| 28 maggio 1871              | Min. plenip.  | Giulio Camillo De Barral de Monteauvrand           | Madrid | Governo Lanza         | Isabella II di Spagna         |      |
| 13 maggio 1875              | Min. plenip.  | Giuseppe Greppi                                    | Madrid | Governo Minghetti II  | Alfonso XII di Spagna         |      |
| 31 dicembre 1883            | Min. plenip.  | Alberto Blanc                                      | Madrid | Governo Depretis V    | Alfonso XII di Spagna         |      |
| 3 febbraio 1887             | Min. plenip.  | Carlo Alberto Ferdinando Maffei di Boglio          | Madrid | Governo Depretis VIII | Alfonso XIII di Spagna        |      |
| 5 gennaio 1888              | Ambasciatore  | Giuseppe Tornielli Brusati di Vergano              | Madrid | Governo Crispi I      | Alfonso XIII di Spagna        |      |
| 7 novembre 1889             | Ambasciatore  | Carlo Alberto Ferdinando Maffei di Boglio          | Madrid | Governo Crispi II     | Alfonso XIII di Spagna        |      |
| 15 settembre 1895           | Ambasciatore  | Francesco De Renzis                                | Madrid | Governo Crispi IV     | Alfonso XIII di Spagna        |      |
| 4 settembre 1898            | Ambasciatore  | Luigi Avogadro di Collobiano Arborio               | Madrid | Governo Pelloux I     | Alfonso XIII di Spagna        |      |
| 11 febbraio 1904            | Ambasciatore  | Giulio Silvestrelli                                | Madrid | Governo Giolitti II   | Alfonso XIII di Spagna        |      |
| 12 giugno 1910              | Ambasciatore  | Lelio Bonin Longare                                | Madrid | Governo Luzzatti      | Alfonso XIII di Spagna        |      |
| 23 novembre 1917            | Ambasciatore  | Andrea Carlotti                                    | Madrid | Governo Orlando       | Alfonso XIII di Spagna        |      |
| 31 agosto 1919              | Ambasciatore  | Carlo Fasciotti                                    | Madrid | Governo Nitti I       | Alfonso XIII di Spagna        |      |
| 10 novembre 1922            | Ambasciatore  | Raniero Paulucci di Calboli                        | Madrid | Governo Mussolini     | Alfonso XIII di Spagna        |      |
| 10 febbraio 1927            | Ambasciatore  | Giuseppe Medici                                    | Madrid | Governo Mussolini     | Alfonso XIII di Spagna        |      |
| Seconda repubblica spagnola |               |                                                    |        |                       |                               |      |
| 29 gennaio 1931             | Ambasciatore  | Ercole Durini di Monza                             | Madrid | Governo Mussolini     | Niceto Alcalá-Zamora y Torres |      |
| 25 agosto 1932              | Ambasciatore  | Raffaele Guariglia                                 | Madrid | Governo Mussolini     | Niceto Alcalá-Zamora y Torres |      |
| 26 luglio 1935              | Ambasciatore  | Orazio Pedrazzi                                    | Madrid | Governo Mussolini     | Niceto Alcalá-Zamora y Torres |      |
| 30 novembre 1936            | Ambasciatore  | Filippo De Ciutiis di Santa Patrizia               | Madrid | Governo Mussolini     | Manuel Azaña Díaz             |      |
| Regime franchista           |               |                                                    |        |                       |                               |      |
| 18 febbraio 1937            | Ambasciatore  | Roberto Cantalupo                                  | Madrid | Governo Mussolini     | Francisco Franco              |      |
| 1º luglio 1937              | Ambasciatore  | Guido Viola di Campalto                            | Madrid | Governo Mussolini     | Francisco Franco              |      |
| 14 agosto 1939              | Ambasciatore  | Gastone Gambara                                    | Madrid | Governo Mussolini     | Francisco Franco              |      |
| 16 luglio 1940              | Ambasciatore  | Francesco Lequio di Assaba                         | Madrid | Governo Mussolini     | Francisco Franco              |      |
| 12 febbraio 1943            | Ambasciatore  | Giacomo Paulucci di Calboli                        | Madrid | Governo Badoglio I    | Francisco Franco              |      |
| 12 ottobre 1944             | Ambasciatore  | Tommaso Gallarati Scotti                           | Madrid | Governo Bonomi II     | Francisco Franco              |      |
| ottobre 1947                | Inc. d'affari | Benedetto Capomazza di Campolattaro                | Madrid | Governo De Gasperi IV | Francisco Franco              |      |
| 1º marzo 1948               | Inc. d'affari | Francesco Paolo Vanni d'Archirafi                  | Madrid | Governo De Gasperi IV | Francisco Franco              |      |
| 1º febbraio 1951            | Ambasciatore  | Francesco Maria Taliani de Marchio                 | Madrid | Governo De Gasperi VI | Francisco Franco              |      |
| 30 aprile 1954              | Ambasciatore  | Alberto Rossi Longhi                               | Madrid | Governo Scelba        | Francisco Franco              |      |
| 22 gennaio 1955             | Ambasciatore  | Giulio del Balzo di Presenzano                     | Madrid | Governo Scelba        | Francisco Franco              |      |
| 25 luglio 1958              | Ambasciatore  | Pellegrino Ghigi                                   | Madrid | Governo Fanfani II    | Francisco Franco              |      |
| 5 maggio 1961               | Ambasciatore  | Cristoforo Fracassi Ratti Mentone di Torre Rossano | Madrid | Governo Fanfani III   | Francisco Franco              |      |
| 2 novembre 1964             | Ambasciatore  | Francesco Silj di S. Andrea d'Ussita               | Madrid | Governo Moro II       | Francisco Franco              |      |
| 6 luglio 1967               | Ambasciatore  | Francesco Cavalletti di Oliveto Sabino             | Madrid | Governo Moro III      | Francisco Franco              |      |
| 24 marzo 1969               | Ambasciatore  | Carlo Marchiori                                    | Madrid | Governo Rumor I       | Francisco Franco              |      |
| 29 gennaio 1973             | Ambasciatore  | Ettore Staderini                                   | Madrid | Governo Andreotti II  | Luis Carrero Blanco           |      |
| Regno di Spagna             |               |                                                    |        |                       |                               |      |
| 23 novembre 1978            | Ambasciatore  | Raffaele Marras                                    | Madrid | Governo Andreotti IV  | Governo Suárez II             |      |
| 30 gennaio 1984             | Ambasciatore  | Raniero Vanni d'Archirafi                          | Madrid | Governo Craxi I       | Governo González I            |      |
| 12 gennaio 1988             | Ambasciatore  | Federico Di Roberto                                | Madrid | Governo Goria         | Governo González II           |      |
| 16 gennaio 1990             | Ambasciatore  | Antonio Ciarrapico                                 | Madrid | Governo Andreotti VI  | Governo González III          |      |
| 20 febbraio 1990            | Ambasciatore  | Raniero Vanni d'Archirafi                          | Madrid | Governo Andreotti VI  | Governo González III          |      |
| 3 settembre 1998            | Ambasciatore  | Paolo Pucci di Benisichi                           | Madrid | Governo Prodi I       | Governo Aznar I               |      |
| 9 settembre 2002            | Ambasciatore  | Amedeo De Franchis                                 | Madrid | Governo Berlusconi II | Governo Aznar II              |      |
| 13 settembre 2006           | Ambasciatore  | Pasquale Terracciano                               | Madrid | Governo Prodi II      | Governo Zapatero I            |      |
| 21 luglio 2010              | Ambasciatore  | Leonardo Visconti di Modrone                       | Madrid | Governo Berlusconi IV | Governo Zapatero II           |      |
| 2 gennaio 2013              | Ambasciatore  | Pietro Sebastiani                                  | Madrid | Governo Monti         | Governo Rajoy I               |      |
| 21 marzo 2016               | Ambasciatore  | Stefano Sannino                                    | Madrid | Governo Renzi         | Governo Rajoy I               |      |
| 11 maggio 2020              | Ambasciatore  | Riccardo Guariglia                                 | Madrid | Governo Conte II      | Governo Sánchez II            |      |
| 1 giugno 2023               | Ambasciatore  | Giuseppe Maria Buccino Grimaldi                    | Madrid | Governo Meloni        | Governo Sánchez II            |      |